# Gender-Doppelpunkt
Gender-Doppelpunkt (von englisch gender [ˈdʒɛndɐ] „soziales Geschlecht“) bezeichnet die Verwendung eines Doppelpunkts (Kolon) im Wortinneren als Mittel der gendersensiblen Schreibung im Deutschen, um als Platzhalter in Personenbezeichnungen zwischen männlichen und weiblichen auch nichtbinäre, diversgeschlechtliche Personen typografisch sichtbar zu machen und einzubeziehen (vergleiche Soziale Inklusion, Diversity Management). Das traditionell im Deutschen nur als Satzmittezeichen verwendete Schriftzeichen : wird hierbei genutzt zur Vermeidung der generischen Maskulinform (Mitarbeiter), um in der verkürzten Paarform (Mitarbeiter/-innen) den Schrägstrich zu ersetzen und die Bedeutung zu erweitern: Mitarbeiter:innen. Im Singular kann auch eine Person bezeichnet werden, die nicht männlich oder weiblich ist: Alex ist ein:e Mitarbeiter:in. Unpassend kann der Doppelpunkt sein, wenn sich nicht zwei einzeln lesbare Ausdrücke ergeben, beispielsweise bei „Kolleg:in“ (Kollege fehlt), bei Umlautungen wie „Ärzt:in“ (Arzt fehlt) oder bei nicht übereinstimmenden grammatischen Bezügen beider Formen: „ein:e Abgeordnete:r“ oder „zum:zur Lokführer:in“ (siehe Problemfälle bei Kurzformen).
Die gegenderte Schreibweise mit Doppelpunkt kam 2015 auf als Abwandlung des 2003 entwickelten Gender-Gap (Mitarbeiter_innen) und des 2009 vorgeschlagenen Gendersternchens (Mitarbeiter*innen). Beim Vortragen können Genderzeichen zu einer Beidnennung aufgelöst (Mitarbeiter und Mitarbeiterinnen) oder mit einer kurzen Sprechpause zum Ausdruck gebracht werden: Mitarbeiter-innen, was einem Glottisschlag entspricht und „Gender-Pause“ genannt wird. Screenreader lesen den Doppelpunkt normalerweise als kleine Pause vor, manchmal allerdings mit einer Verzögerung, als ob ein neuer Satz beginnen würde. Befürworter geben als Hauptargument eine gute Lesbarkeit an. Der Gebrauch eines Doppelpunkts im Wortinneren ist allerdings nicht Bestandteil der amtlichen Rechtschreibung. 2020 führt der Rechtschreibduden den Doppelpunkt als „vom amtlichen Regelwerk nicht abgedeckte“ Möglichkeit des „geschlechtergerechten Sprachgebrauchs“ auf. 2021 empfiehlt der Rat für deutsche Rechtschreibung zwar nicht die Aufnahme des Gender-Doppelpunkts ins offizielle Regelwerk, beobachtet ihn und andere mehrgeschlechtliche Schreibweisen jedoch weiterhin. Die Gesellschaft für deutsche Sprache erkennt den Doppelpunkt, andere Genderzeichen oder Gender-Pausen nicht als geeignetes Mittel an, um diskriminierungsfreie Sprache umzusetzen. Einige Stadtverwaltungen, Hochschulverwaltungen, Medien (siehe Liste von Einrichtungen, die Genderzeichen nutzen) oder einige Anbieter der IT-Branche nutzen Gender-Doppelpunkte.

## Screenreader
Im Wortinneren oder zwischen zwei Artikeln (der:die) bewirkt der Doppelpunkt eine kleine Pause beim Vorlesen durch Screenreader (Mitarbeiter: innen); dies entspricht dem Effekt eines Glottisschlags (siehe Aussprache von Genderzeichen und Kritiken). Weil er problemlos vorlesbar ist, erfüllt der Gender-Doppelpunkt die Barrierefreiheit für sehbehinderte oder blinde Menschen; Brailleschrift-Displays verarbeiten meist nur die Ausgabe eines Screenreaders. In Lübeck wurde die Entscheidung für den Doppelpunkt getroffen, weil er beim Vorlesenlassen der städtischen Website nicht gesprochen werde, im Unterschied zu anderen Genderzeichen. Neben der HRM-Redaktion weist auch das Kommunikationsportal kom.de (ehemals pressesprecher.com) ausdrücklich auf die Barrierefreiheit für Sehbehinderte hin: „Heute ist der Doppelpunkt im Gegensatz zum Genderstern barrierefrei auch für Sehbehinderte und – verglichen mit anderen Möglichkeiten inkludierender Sprache – minimalinvasiv.“
 Deutscher Blinden- und Sehbehindertenverband
Der Deutsche Blinden- und Sehbehindertenverband (DBSV) erklärt im März 2021 in seinen Richtlinien zum Gendern, um die Vorlesbarkeit zu gewährleisten sollten paarige Bezeichnungen ausformuliert werden (Mitarbeiterinnen und Mitarbeiter): „Gendern durch Sonderzeichen und Typografie […] ist nicht zu empfehlen.“ Dies umfasst ausdrücklich auch den Gender-Doppelpunkt (Mitarbeiter:innen): „Abgesehen davon, dass dies von den Screenreadern unterschiedlich gehandhabt wird, hat der Doppelpunkt jedoch wichtige Funktionen, weshalb viele blinde und sehbehinderte Menschen ihn sich vorlesen lassen. Das Unterdrücken des Doppelpunktes führt zudem zu einer längeren Pause als das Unterdrücken anderer Zeichen. So kann der Eindruck entstehen, der Satz sei zu Ende.“ Von allen Genderzeichen gibt der Verband allerdings dem Genderstern den Vorrang: „Falls jedoch mit Kurzformen gegendert werden soll, empfiehlt der DBSV, das Sternchen zu verwenden, weil es laut Veröffentlichungen des Deutschen Rechtschreibrates die am häufigsten verwendete Kurzform ist und so dem Wunsch nach einem Konsenszeichen am nächsten kommt.“

## Geschichte
Der Doppelpunkt, früher Kolon genannt, gehört neben dem Punkt zu den ältesten Satzzeichen der deutschen Sprache. Er wird seit über 1000 Jahren verwendet, zunächst nur, um eine Sprechpause zu markieren oder als Lesehilfe zur Worttrennung; ab dem 17. Jahrhundert steht er vor Aufzählungen, Zitaten und direkter Rede. Gewöhnlich dient der Doppelpunkt als Übergangs- und Ankündigungszeichen.
Ab 2011 finden sich erste Verwendungen des Doppelpunkts als Mittel der gendergerechten Sprache in Ankündigungstexten der Hedonistischen Internationale, Sektion Greifswald; hier wird er eingesetzt als Genderzeichen in Kurzformen, um alle Geschlechter einzubeziehen: Eiskunstläufer:innen, Hedonist:innen, Radfahrer:innen, Herr:innen.
Ende 2015 kommt der Doppelpunkt zum Gendern in der deutschen Schriftsprache in Umlauf, als die Organisatoren des Fusion Festivals bei einer Ticketlotterie die Hunderte von „glücklichen Gewinner:innen“ benachrichtigten. 2016 wurde dann auf den Festivalseiten von „Fusionist:innen“ gesprochen. Diesen Ursprung der Verwendung des Gender-Doppelpunkts recherchierte 2016 ein Beitrag im feministischen Blog kleinerdrei. Dazu befragt, kannte Lann Hornscheidt (geschlechtsneutraler Titel: Profex Drex für Prof. Dr.) die Schreibweise noch nicht und befürwortete sie als eine Möglichkeit. Zur Frage, wer sie erfunden habe, konnte nur in Erfahrung gebracht werden, dass die Gewinnbenachrichtigung seinerzeit „halt eine:r geschrieben hatte“.
Seit Anfang 2016 benutzt der Autorenblog Metronaut.de den Doppelpunkt zum Gendern und erklärt dazu: „Der Gender-Doppelpunkt tauchte irgendwann vor ein paar Jahren im Umfeld der Hedonistischen Internationale und des Fusion Festivals auf. Wir fanden das ästhetisch sehr schön und für den Lesefluss ganz gut – und symbolisch soll das alle Gender bezeichnen.“
Ende 2018 erwähnt ein Beitrag im Deutschlandfunk zum Genderstern: „neuerdings sieht man auch manchmal einen Doppelpunkt an dieser Stelle.“ Im April 2019 meint das Onlinemagazin jetzt.de, der Gender-Doppelpunkt sei eine Variante des Gender-Schrägstrichs („Schüler/in“).
Mitte 2019 wird der Sprachwissenschaftler Karsten Rinas – Autor des Buches Theorie der Punkte und Striche: Die Geschichte der deutschen Interpunktionslehre – gefragt, was er von der Verwendung als Genderzeichen halte: „Rein typografisch gesehen ist ein Doppelpunkt sicherlich besser ins Wort integriert als so ein Sternchen, einfach deshalb, weil er schmaler ist und nicht so brutal ins Auge springt wie so ein Sternchen. […] definitiv wäre der Doppelpunkt besser zu lesen als der Stern, aber die Frage, wie man dann in der Sprachkultur damit umgeht, die ist sicherlich noch nicht definitiv beantwortet.“
2021 verwendet die nichtbinäre Person Hengameh Yaghoobifarah im Debütroman Ministerium der Träume den Doppelpunkt als Genderzeichen. Auch der herausgebende Aufbau Verlag nutzt in seiner Kommunikation den Gender-Doppelpunkt, während viele Verlage dazu das Gendersternchen nutzen (Details).
Apple verwendet seit iOS 15 bzw. iPadOS 15 und macOS Monterey ebenso wie auf ihrer Website den Gender-Doppelpunkt.

## Rechtschreibung
Die Verwendung eines Doppelpunkts im Inneren eines Worts ist nicht Bestandteil der offiziellen Rechtschreibregeln.
Rat für deutsche Rechtschreibung
Im November 2018 analysierte der Rat für deutsche Rechtschreibung (RdR) die Vorkommen von Genderstern, Gender-Gap und Binnen-I in verschiedenen Textsorten und dazu bestehende Leitlinien, berücksichtigte aber den Doppelpunkt noch nicht. Zur weiteren Entwicklung schrieb der Rat:

„Dabei wird es wie bisher auch in Zukunft in unterschiedlichen Gruppen und Gemeinschaften unterschiedliche Schreibweisen zur Darstellung der unterschiedlichen Geschlechter geben. Diese müssen zur Kenntnis genommen und geprüft werden, sie können aber nicht jeweils für sich Allgemeingültigkeit und Verbindlichkeit für die geschriebene Sprache beanspruchen. […]

Der Rat wird auch weiterhin hierzu Analysen zum Schreibgebrauch in verschiedenen Medien und Gruppen von Schreibenden vornehmen.“

Im März 2021 wurde seitens des Rats „die Aufnahme von Asterisk (‚Gender-Stern‘), Unterstrich (‚Gender-Gap‘), Doppelpunkt oder anderen verkürzten Formen zur Kennzeichnung mehrgeschlechtlicher Bezeichnungen im Wortinnern in das Amtliche Regelwerk der deutschen Rechtschreibung zu diesem Zeitpunkt nicht empfohlen.“
 Duden
Das Handbuch geschlechtergerechte Sprache aus dem Dudenverlag erklärte zur Normierung:

„Aktuell, im Frühjahr 2020, sind diese Möglichkeiten, d. h. Binnen-I, Genderstern, Gendergap, Doppelpunkt und Mediopunkt zwar noch nicht Bestandteil der amtlichen Rechtschreibung, doch sind die drei zuerst genannten als weitverbreitete und legitime Mittel des Strebens nach geschlechtergerechtem schriftlichen Ausdruck durchaus anerkannt und werden auch in den Sitzungen des Rats für deutsche Rechtschreibung zumindest diskutiert […].“

 Im August 2020 erschien die 28. Auflage des Rechtschreibdudens mit einer dreiseitigen Übersicht Geschlechtergerechter Sprachgebrauch, in der keine Regeln oder Normen vorgegeben, sondern nur Möglichkeiten aufgezeigt werden, die aktuell im Deutschen zur geschlechtergerechten Formulierung zu finden sind. Zum Doppelpunkt wird erklärt: „Vom amtlichen Regelwerk nicht abgedeckt sind Schreibweisen wie die folgenden: […] mit Gender-Gap (Unterstrich; Doppelpunkt): Schüler_innen; Schüler:innen“.

## Studien und Umfragen
Im Frühjahr 2021 machte die Plattform für Social-Media-Management Agorapulse eine Pilotstudie zum Vergleich von unterschiedlich gegenderten Werbeanzeigen. Dieselbe Anzeige wurde in einer Version mit generischen Maskulinformen gestaltet („Marketer aufgepasst“) und in einer zweiten mit Gender-Doppelpunkt („Marketer:innen aufgepasst“); zusätzlich wurde zwischen textlicher und grafischer Anzeigeform unterschieden. Getestet wurden beide Social-Media-Strategien in Bezug auf die Kosten je Klick (Cost per Click: CPC). Die grafische Anzeige mit Doppelpunkt erhielt mehr Klicks und verringerte die Klickkosten um 16 % gegenüber der Anzeige in generischer Maskulinform; bei Textanzeigen war dieser Vorteil nur gering (Details).

## Verbreitung
Ab den 1980er-Jahren verpflichten zahlreiche Gesetze und amtliche Regelungen in den drei D-A-CH-Ländern, die Gleichstellung der Geschlechter durch ihre sprachliche Gleichbehandlung zum Ausdruck zu bringen (Chronologie). Nach der rechtlichen Anerkennung der dritten Geschlechtsoption „divers“ 2018 in Deutschland und 2019 in Österreich erscheinen zahlreiche angepasste Leitfäden und Richtlinien zur gendergerechten Sprache. Neben neutralen Formulierungen erlauben oder empfehlen einige Behörden, Verwaltungen, Medien und Organisationen offiziell den Doppelpunkt als typografisches Mittel, um in ihrer internen und externen Kommunikation neben Frauen und Männern auch nichtbinäre Personen anzusprechen und einzubeziehen.
Im Personalwesen entwickelt sich der Umgang mit Personen dritten Geschlechts zu einer der Grundlagen von Diversity Management. In Bezug auf die zunehmende Verwendung von Genderzeichen vermerkt Annika Schach, Professorin für Angewandte Public Relations an der Hochschule Hannover: „Geschlechtergerechtigkeit in der Sprache mittels Gendersternchen, Doppelpunkt oder Gender-Gap ist nur ein Teilbereich im Spektrum der Diversity-Dimensionen. […] Das wichtige Thema der Gendergerechtigkeit über Sprache wird oftmals mit dem Begriff der Inklusion gleichgesetzt. Aber es ist nur ein Teilbereich.“

## Rezeption

### Befürwortung
Zu den Vorteilen des Doppelpunkts als Mittel gendergerechter Schreibung wird neben der Barrierefreiheit in Bezug auf Screenreader (Vorleseprogramme) vor allem der günstige Lesefluss angeführt:
- Im November 2019 begründet die Internetplattform abgeordnetenwatch.de ihre Entscheidung für den Gender-Doppelpunkt: „Er soll alle Geschlechter ansprechen und gilt als gut lesbare und gendergerechte Schreibweise.“[32]
- Ende 2019 erklärt die Stadt Lübeck in ihrem Leitfaden für gendersensible Sprache: „Der Doppelpunkt zieht das Wort nicht auseinander wie der Unterstrich oder das Sternchen und bezieht trotzdem alle Personen mit ein (anders als z. B. die bisherige Variante mit dem Binnen-I).“[33] Mit ähnlichem Wortlaut hatte dies bereits die kleinerdrei-Recherche 2016 angemerkt.[14] Die städtische Gleichstellungsbeauftragte Elke Sasse erläutert, dass der Doppelpunkt „gut verständlich“ sei und den Lesefluss nicht störe.[34]
- Im März 2020 erklärt das Kommunikationsportal kom.de (ehemals pressesprecher.com), der Doppelpunkt sei „– verglichen mit anderen Möglichkeiten inkludierender Sprache – minimalinvasiv.“[5]
- Im August vermerkt der taz-Redakteur Peter Weissenburger: „Mittlerweile ist auch der Doppelpunkt ‚:‘ häufiger zu sehen, meistens mit dem Argument, dass er von allen Schreibweisen am wenigsten das Schriftbild stört.“[35]
- Im September 2020 spricht sich der Chefredakteur der Frankfurter Rundschau Thomas Kaspar für den „Doppelpunkt im Wort“ aus: „Mein Diskussionsvorschlag für die Schreibung in der Frankfurter Rundschau ist der Doppelpunkt im Wort. Also ‚Leser:innen‘ und ‚Hörer:innen‘. Nicht nur, dass Vorleseprogramme diese Form problemlos bewältigen, schon bald gewöhnt sich das Auge beim Lesen und Schreiben daran.“[36]
- Im Juni 2021 fasst Domingos de Oliveira, blinder Trainer für Barrierefreiheit und gefragter Interviewpartner,[37] zusammen: „Aktuell halte ich den Doppelpunkt für die beste Variante für blinde Personen. Der Doppelpunkt wird in der Standard-Konfiguration ‚einige Zeichen lesen‘ der gängigen Screenreader ignoriert, also nicht vorgelesen. Auch Sehbehinderte sollte er nicht stören, da er weniger Abstand zwischen den Zeichen erfordert als der Gender-Stern oder der Unterstrich. Von einigen – vor allem Sehenden – wird eingewendet, der Doppelpunkt würde eine zu lange Pause erzeugen. ‚Lang‘ ist in diesem Zusammenhang relativ, die meisten Blinden empfinden den Doppelpunkt am angenehmsten.“[38]
- Im Juni erklärt der deutsche Antisemitismus-Beauftragte Michael Blume: „Den Doppelpunkt verwende ich gerne bei eingeschränktem Platz (z. B. auf Twitter), weil er aus der Blindenschrift stammt und auf mich weniger bestimmend wirkt als das BinnenI oder der Genderstern.“[39]

### Kritik
- Mitte 2020 kritisiert die Missy-Redakteurin Marie Hecht am Gender-Doppelpunkt, dass er für die gewollte Dekonstruktion einer zweigeschlechtlich gedachten Sprache nicht geeignet sei, „denn man kann ihn schnell überlesen [… er] kann den inklusiven Charakter des Gendersternchens bisher nicht ersetzen.“[40]
- Zur gleichen Zeit beklagt der Medienwissenschaftler Muriel Aichberger, dass für den Doppelpunkt „ein ideologischer Überbau“ fehle, im Unterschied zum Sternchen als Platzhalter oder zum Unterstrich als offenem Raum für Diversgeschlechtlichkeit. Die inklusive Wirkung des Gender-Doppelpunkts sei nicht belegt. Auch widerspreche es der Funktion des Doppelpunktes, eine Aufzählung anzukündigen, wenn nur die weibliche Endung folge.[41]
- Im März 2021 bekräftigt ein Artikel im Missy Magazine die Infragestellung des Doppelpunkts: „Bei Sternchen und Unterstrich geht es nicht um bloße Repräsentation, sondern um eine aktive Störung der Sprech-, Schreib- und Sehgewohnheiten. Der Doppelpunkt sieht für Sehende aus wie ein kleines i, sticht weniger hervor, kommt somit weniger radikal daher und stört sehende cis Menschen vermutlich viel weniger als Sternchen oder Unterstrich.“[42]
- Ähnlich argumentiert Christiane Buhl, Projektleiterin für die Umsetzung der gendergerechten Kommunikation in der Stadtverwaltung Kiel: „Wir ziehen das Gendersternchen vor, wir sind da im Gespräch mit der Queer-Community. Der Gender-Doppelpunkt gilt zwar als Vielfaltslösung der Verwaltung, weil er so eine praktische Lösung ist. Aber er ist auch nur ein typographisches Zeichen, das sagt: ‚Stopp! Hier fängt etwas Neues an‘. Er beinhaltet keine Vielfalt, er hat keine symbolische Bedeutung. Vielleicht kommt die noch, dann könnten wir uns darauf umstellen.“[43]
- Ähnlich wird argumentiert am Blog be-hindernisse.org und zudem wird dort darauf hingewiesen, dass die häufig aufgestellte Behauptung, der Doppelpunkt würde von Screenreadern besonders gut ausgegeben, nicht zutreffend ist.[44]

### Ablehnung
Siehe oben: Ablehnung seitens des Deutschen Blinden- und Sehbehindertenverbands
Im Juni 2021 lehnt die schweizerische Bundeskanzlei Schreibweisen mit Doppelpunkt, Sternchen, Unterstrich oder Mediopunkt für deutschsprachige Texte der Bundesverwaltung ab (Details). Im selben Monat haben acht der größten deutschsprachigen Nachrichtenagenturen „ein gemeinsames Vorgehen vereinbart, um diskriminierungssensibler zu schreiben und zu sprechen“; sie wollen die Verwendung des generischen Maskulinums „zurückdrängen“, aber keine Genderzeichen nutzen (Details). Im Juli erklärt die Redaktion der Süddeutschen Zeitung, keine Genderzeichen zu verwenden (Details). Im August und September erlassen die Kultusministerien in Sachsen und Schleswig-Holstein ein Verbot der Verwendung von Genderzeichen an Schulen (Details).
 Gesellschaft für deutsche Sprache
Die Gesellschaft für deutsche Sprache aktualisierte im August 2020 ihre Leitlinien der GfdS zu den Möglichkeiten des Genderings, in denen auch auf Probleme des Gender-Doppelpunkts eingegangen wird:

„Der Doppelpunkt wird von der Gesellschaft für deutsche Sprache nicht empfohlen. Gewöhnlich dient er als Übergangs- und Ankündigungszeichen und verursacht nicht wenige grammatische Probleme:

Dies ist der Fall bei Umlautungen – nicht: Ärzt:in, Bauer:in.

[…] bei flektierten Formen – nicht: Kolleg:in, Ärzt:innen, den Schüler:innen.

[…] besser nicht: die:der Schüler:in und ihre:seine Eltern, ein:e gute:r Schüler:in. […] besser nicht: die Schüler:in und ihre Eltern. […]

Werden Personenbezeichnungen mit Doppelpunkt vorgelesen, erwecken sie den Anschein, nur das weibliche Geschlecht sei gemeint.“

Im August 2020 gab die GfdS in einer Pressemitteilung bekannt, dass neben Gender-Doppelpunkt auch „Gendersternchen und Co. mit deutscher Rechtschreibung nicht konform“ und keine geeignete Mittel zur Umsetzung einer diskriminierungsfreien Sprache seien (siehe GfdS-Kritik am Genderstern). Im Mai 2021 fasst die GfdS ihre Haltung zum geschlechtergerechten Formulieren zusammen: „‚Ja zum Gendern‘ – wenn es verständlich, lesbar und regelkonform ist. […] Zwar stehen wir dem Gendersternchen kritisch gegenüber, nicht aber dem Gendern an sich.“
 Duden-Redaktion
Im September 2020 erklärte Kathrin Kunkel-Razum, Leiterin der Duden-Redaktion, auf die Frage, wie sie den Gender-Doppelpunkt finde:

„Wir finden den Doppelpunkt nicht günstig gewählt, weil der in der Sprache, im Satzbau beispielsweise, so klar mit bestimmten Funktionen belegt ist. Natürlich steht das Sternchen als Zeichen auch für andere Funktionen, aber die sind nicht so nah an Grammatik oder Satzgliederung wie der Doppelpunkt. Von daher raten wir eher von ihm ab.“

 Tagesspiegel
Der Berliner Tagesspiegel teilte am 27. November 2023 nach massiven Leserprotesten und Abonnementskündigungen mit, in der Printausgabe künftig keine Gendersternchen/Genderdoppelpunkte mehr zu verwenden.